# Piacenza Calcio 1919
Piacenza Calcio 1919 (offiziell Piacenza Calcio 1919 SSD a RL), bekannt als Piacenza Calcio, ist ein italienischer Fußballverein aus der emilianischen Stadt Piacenza. Der 1919 als Piacenza FC gegründete Verein spielte zwischen 1993 und 2003 acht Spielzeiten in der Serie A. Aktuell spielt der Verein in der viertklassigen Serie D.

## Geschichte

### Anfänge (1919–1945)
| Saison | Liga                                               | Platz                                              | Tore                                               | Punkte                                             |
| --- | -------------------------------------------------- | -------------------------------------------------- | -------------------------------------------------- | -------------------------------------------------- |
| 1919/20 | Promoz. E. (Q)                                     | 01                                                 | 18:6                                               | 13:3                                               |
| 1920/21 | Pr. Cat. (I)                                       | 3 (HR)                                             | 19:18 (HR)                                         | 9:7 (HR)                                           |
| 1921/22 | Pr. Cat. (I)                                       | 1 (HR)                                             | 10:04 (HR)                                         | 6:2 (HR)                                           |
| 1921/22 | Pr. Cat. (I)                                       | * 4 (FR) *                                         | 07:14 (FR)                                         | 3:9 (FR)                                           |
| 1922/23 | Sec. Div. (II)                                     | 02                                                 | 20:13                                              | 19:9                                               |
| 1923/24 | Sec. Div. (II)                                     | 03                                                 | 28:24                                              | 16:12                                              |
| 1924/25 | Sec. Div. (II)                                     | 02                                                 | 33:20                                              | 22:10                                              |
| 1925/26 | Sec. Div. (II)                                     | 07                                                 | 31:41                                              | 17:23                                              |
| 1926/27 | Sec. Div. (III)                                    | 05                                                 | 23:33                                              | 19:17                                              |
| 1927/28 | Sec. Div. (III)                                    | 01                                                 | 39:19                                              | 27:9                                               |
| 1928/29 | Pr. Div. N. (II)                                   | 05                                                 | 43:41                                              | 28:24                                              |
| 1929/30 | Pr. Div. (III)                                     | 08                                                 | 53:43                                              | 27:29                                              |
| 1930/31 | Pr. Div. (III)                                     | 03                                                 | 53:26                                              | 34:18                                              |
| 1931/32 | Pr. Div. (III)                                     | 06                                                 | 59:44                                              | 26:26                                              |
| 1932/33 | Pr. Div. (III)                                     | 08                                                 | 36:42                                              | 21:27                                              |
| 1933/34 | Pr. Div. (III)                                     | 04                                                 | 64:39                                              | 35:21                                              |
| 1934/35 | Pr. Div. (III)                                     | 04                                                 | 45:39                                              | 31:21                                              |
| 1935/36 | Serie C (III)                                      | 07                                                 | 62:42                                              | 31:29                                              |
| 1936/37 | Serie C (III)                                      | 02                                                 | 54:33                                              | 38:22                                              |
| 1937/38 | Serie C (III)                                      | 02                                                 | 58:33                                              | 42:18                                              |
| 1938/39 | Serie C (III)                                      | 10                                                 | 43:42                                              | 23:29                                              |
| 1939/40 | Serie C (III)                                      | 13                                                 | 36:41                                              | 24:36                                              |
| 1940/41 | Serie C (III)                                      | 14                                                 | 38:54                                              | 23:37                                              |
| 1941/42 | Serie C (III)                                      | 08                                                 | 60:49                                              | 31:29                                              |
| ** 1942/43 ** | Serie C (III)                                      | 07                                                 | 28:36                                              | 13:25                                              |
| 1943/44 | Kein Spielbetrieb aufgrund des Zweiten Weltkrieges | Kein Spielbetrieb aufgrund des Zweiten Weltkrieges | Kein Spielbetrieb aufgrund des Zweiten Weltkrieges | Kein Spielbetrieb aufgrund des Zweiten Weltkrieges |
| 1944/45 | Kein Spielbetrieb aufgrund des Zweiten Weltkrieges | Kein Spielbetrieb aufgrund des Zweiten Weltkrieges | Kein Spielbetrieb aufgrund des Zweiten Weltkrieges | Kein Spielbetrieb aufgrund des Zweiten Weltkrieges |
| Grün unterlegt: Aufstieg • Rot unterlegt: Abstieg Q = Qualifikation • HR = Hauptrunde • FR = Finalrunde * Abstieg in den Play-outs des Compromesso Colombo ** Abbruch der Spielzeit wegen des Zweiten Weltkrieges |                                                    |                                                    |                                                    |                                                    |

In den frühen Jahren des 20. Jahrhunderts gab es in der italienischen Stadt Piacenza, gelegen im Gebiet Emilia-Romagna, zahlreiche kleine Vereine. Viele dieser kleinen Clubs schlossen sich im Jahr 1919 zu einem Verein namens Piacenza Calcio zusammen. Initiiert wurde diese Maßnahme von einer Gruppe von Studenten und Arbeitnehmern. Einer dieser Studenten, der 18-jährige Giovanni Dosi wurde erster Präsident des neu gegründeten Vereins. Als Vereinsfarben wählte der Vorstand die Farben Rot und Weiß, welche ebenfalls die Farben der Stadt Piacenza sind.
Gleich in seiner ersten Saison im Ligabetrieb, 1919/20, gelang der Aufstieg aus der Promozione der Aufstieg in die Prima Categoria, die zweite Liga im damaligen italienischen Fußball, nachdem man in der Tabelle den FC Parma und AC Reggiana hatte hinter sich lassen können. Als die Serie A als höchste italienische Spielklasse ins Leben gerufen wurde, wurde Piacenza Calcio in die Seconda Divisione, die damalige dritte Liga, abgestuft. In den folgenden Jahren rangierte Piacenza Calcio immer im vorderen Mittelfeld der heutigen Lega Pro Prima Divisione, ohne jedoch den Sprung in die Serie B zu schaffen.

### Nachkriegszeit (1945–1964)
| Saison | Liga               | Platz      | Tore  | Punkte |
| --- | ------------------ | ---------- | ----- | ------ |
| 1945/46 | Serie B-C (II)     | 04         | 44:36 | 26:18  |
| 1946/47 | Serie B (II)       | 12         | 37:44 | 39:41  |
| 1947/48 | Serie B (II)       | 09         | 47:55 | 36:32  |
| 1951/49 | Serie C (III)      | 18         | 52:65 | 35:49  |
| 1951/50 | Serie C (III)      | 07         | 66:58 | 47:33  |
| 1951/51 | Serie C (III)      | 11         | 45:49 | 36:40  |
| 1951/52 | Serie C (III)      | 0* 1 *     | 78:26 | 55:13  |
| 1952/53 | Serie C (III)      | 10         | 49:44 | 32:46  |
| 1953/54 | Serie C (III)      | 09         | 63:42 | 36:42  |
| 1954/55 | Serie C (III)      | 12         | 37:46 | 34:44  |
| 1955/56 | Serie C (III)      | ** 18 **   | 51:48 | 34:44  |
| 1956/57 | IV Serie (IV)      | 03         | 57:28 | 45:33  |
| 1957/58 | C. I. – P. C. (IV) | 0*** 5 *** | 44:36 | 34:26  |
| 1958/59 | Serie C (III)      | 19         | 31:54 | 29:51  |
| 1959/60 | Serie C (III)      | 12         | 43:56 | 30:38  |
| 1960/61 | Serie C (III)      | 17         | 36:50 | 29:39  |
| 1961/62 | Serie D (IV)       | 03         | 55:30 | 41:27  |
| 1962/63 | Serie D (IV)       | 02         | 46:21 | 43:25  |
| 1963/64 | Serie D (IV)       | 01         | 39:15 | 48:20  |
| Grün unterlegt: Aufstieg • Rot unterlegt: Abstieg * 2. Platz in einer Aufstiegsrunde zwischen vier Meistern ** Zwangsabstieg wegen Sportbetrugs *** Hochstufung aufgrund von Ligareform |                    |            |       |        |

Zwischen 1943 und 1945 wurden aufgrund des Zweiten Weltkrieges, in den Italien auf Seiten Hitlerdeutschlands involviert war, keine Ligaspiele ausgetragen. Nachdem Piacenza Calcio in der letzten Saison vor der erzwungenen Pause Platz 7 in der Serie C belegt hatte, schaffte das Team gleich in der ersten Spielzeit nach Ende des verheerendsten Konfliktes der Neuzeit den Sprung in die Serie B. Dort rangierte man am Ende in der Girona B, in einer Gruppe mit heutigen Erstligisten wie Udinese Calcio, die AC Parma und die AC Siena, auf Rang 12, was den sicheren Klassenerhalt bedeutete. In die Serie A aufsteigen konnte in dieser Saison die AS Lucchese Libertas, während die AC Mestre, die AS Forlì und die AC Cesena in die Serie C absteigen mussten. In der darauffolgenden Saison musste man wieder den Gang in die Serie C antreten, nachdem in der Tabelle nur Rang 9 belegt worden war und die Mannschaften auf den Plätzen 8 bis 17 abgestiegen waren. Ebenfalls in die Drittklassigkeit mussten unter anderem AC Mantova, Udinese Calcio und FBC Treviso. In der Spielzeit 1954/55 musste Piacenza Calcio sogar in die IV Serie, die von 1952 bis 1959 als Ergänzung zur Serie C bestand, absteigen. Nach einem erneuten kurzen Intermezzo in der dritten Liga stieg der ehemals zweitklassige Verein in der 1960/61 in die Serie D ab, was den bisherigen Negativhöhepunkt der Vereinsgeschichte bedeutete.

### Ständiger Wechsel zwischen Serie C1 und Serie B (1964–1993)
| Saison                                            | Liga           | Platz | Tore  | Punkte |
| ------------------------------------------------- | -------------- | ----- | ----- | ------ |
| 1964/65                                           | Serie C (III)  | 06    | 28:25 | 36:32  |
| 1965/66                                           | Serie C (III)  | 07    | 28:34 | 37:31  |
| 1966/67                                           | Serie C (III)  | 13    | 28:34 | 31:37  |
| 1967/68                                           | Serie C (III)  | 02    | 44:25 | 50:26  |
| 1968/69                                           | Serie C (III)  | 01    | 53:21 | 55:21  |
| 1969/70                                           | Serie B (II)   | 19    | 26:45 | 32:44  |
| 1970/71                                           | Serie C (III)  | 15    | 23:31 | 34:42  |
| 1971/72                                           | Serie C (III)  | 14    | 31:36 | 34:42  |
| 1972/73                                           | Serie C (III)  | 09    | 28:27 | 37:39  |
| 1973/74                                           | Serie C (III)  | 05    | 38:29 | 43:33  |
| 1974/75                                           | Serie C (III)  | 01    | 69:34 | 57:19  |
| 1975/76                                           | Serie B (II)   | 18    | 42:50 | 32:44  |
| 1976/77                                           | Serie C (III)  | 12    | 36:39 | 36:40  |
| 1977/78                                           | Serie C (III)  | 04    | 39:29 | 46:30  |
| 1978/79                                           | Serie C1 (III) | 05    | 43:37 | 36:32  |
| 1979/80                                           | Serie C1 (III) | 09    | 39:37 | 36:32  |
| 1980/81                                           | Serie C1 (III) | 14    | 26:36 | 29:39  |
| 1981/82                                           | Serie C1 (III) | 12    | 30:33 | 30:38  |
| 1982/83                                           | Serie C1 (III) | 15    | 26:32 | 32:36  |
| 1983/84                                           | Serie C2 (IV)  | 02    | 36:21 | 47:21  |
| 1984/85                                           | Serie C1 (III) | 03    | 36:25 | 45:23  |
| 1985/86                                           | Serie C1 (III) | 03    | 43:28 | 45:23  |
| 1986/87                                           | Serie C1 (III) | 01    | 55:28 | 52:16  |
| 1987/88                                           | Serie B (II)   | 13    | 26:42 | 33:43  |
| 1988/89                                           | Serie B (II)   | 20    | 20:41 | 26:50  |
| 1989/90                                           | Serie C1 (III) | 08    | 34:32 | 34:34  |
| 1990/91                                           | Serie C1 (III) | 01    | 42:22 | 45:23  |
| 1991/92                                           | Serie B (II)   | 11    | 37:39 | 36:40  |
| 1992/93                                           | Serie B (II)   | 03    | 42:26 | 48:28  |
| Grün unterlegt: Aufstieg • Rot unterlegt: Abstieg |                |       |       |        |

Nach drei Jahren in der Serie D gelang Piacenza Calcio in der Spielzeit 1963/64 der Wiederaufstieg in die Serie C, übrigens zusammen zum Beispiel mit FC Crotone, FBC Treviso und Ternana Calcio. Gleich in der ersten Saison nach dem Wiederaufstieg schaffte Piacenza Rang 6. Nachdem man bereits 1967/68 mit einem zweiten Platz hinter Como Calcio knapp am Aufstieg gescheitert war, gelang die Rückkehr in die Serie B im Jahr darauf durch einen ersten Platz mit sechs Punkten Vorsprung vor der US Triestina. Doch zusammen mit der AC Reggiana und dem CFC Genua 1893 musste man sofort wieder in die Serie C zurück. Fünf Jahre später gelang dann der Wiederaufstieg in die zweite italienische Fußballliga, doch der Wiederabstieg folgte erneut nur ein Jahr später. Als im Jahre 1978 die Serie C in Serie C1 (dritte Liga) und Serie C2 (vierte Liga) unterteilt wurde, konnte sich Piacenza für die heutige Lega Pro Prima Divisione, damals Serie C1, qualifizieren. Nach fünf Jahren in der dritten Liga folgte 1983 der Abstieg in die Serie C2. Doch schon ein Jahr darauf fand man sich wieder in der Serie C1. Dort konnte sich die Mannschaft nun etablieren und feierte 1987 den neuerlichen Aufstieg in die Serie B. Nach einigen erneuten Ligenwechseln fand man nun in der Serie B seinen Platz und erreichte in der Spielzeit 1992/93 durch einen dritten Rang zusammen mit der AC Reggiana, der US Cremonese und der US Lecce den Aufstieg in die Serie A.

### Jahre in der Serie A und Serie B (1993–2010)
| Saison                                            | Liga         | Platz | Tore  | Punkte |
| ------------------------------------------------- | ------------ | ----- | ----- | ------ |
| 1993/94                                           | Serie A (I)  | 15    | 32:43 | 30:38  |
| 1994/95                                           | Serie B (II) | 01    | 55:27 | 71     |
| 1995/96                                           | Serie A (I)  | 14    | 31:48 | 37     |
| 1996/97                                           | Serie A (I)  | 14    | 29:45 | 37     |
| 1997/98                                           | Serie A (I)  | 13    | 29:38 | 37     |
| 1998/99                                           | Serie A (I)  | 12    | 48:49 | 41     |
| 1999/00                                           | Serie A (I)  | 18    | 19:45 | 21     |
| 2000/01                                           | Serie B (II) | 02    | 48:26 | 70     |
| 2001/02                                           | Serie A (I)  | 12    | 49:43 | 42     |
| 2002/03                                           | Serie A (I)  | 16    | 44:62 | 30     |
| 2003/04                                           | Serie B (II) | 08    | 50:47 | 68     |
| 2004/05                                           | Serie B (II) | 09    | 44:46 | 56     |
| 2005/06                                           | Serie B (II) | 11    | 56:52 | 54     |
| 2006/07                                           | Serie B (II) | 04    | 57:50 | 68     |
| 2007/08                                           | Serie B (II) | 15    | 43:59 | 47     |
| 2008/09                                           | Serie B (II) | 10    | 48:48 | 55     |
| 2009/10                                           | Serie B (II) | 15    | 40:45 | 53     |
| Grün unterlegt: Aufstieg • Rot unterlegt: Abstieg |              |       |       |        |

Nachdem 1993 der Sprung in die Serie A gelungen war, folgte in der nächsten Saison der sofortige Wiederabstieg. Nach Platz 1 in der Serie B war man jedoch schon ein Jahr später wieder in der ersten Liga vertreten. Diesmal konnte sich Piacenza Calcio sogar fünf Jahre in der höchsten Spielklasse halten, wobei man in der Saison 1996/97 Relegationsspiele gegen den Abstieg gegen Cagliari Calcio bestreiten musste, wo man sich durchsetzen konnte. 1999/2000 folgte dann mit 18 Punkten Rückstand auf den ersten Nichtabstiegsplatz der Abstieg aus der Serie A, in die der Verein aber erneut schon nach einem Jahr wieder zurückkehren konnte. In den folgenden zwei Jahren sah man Piacenza zum bisher letzten Mal in der Serie A, nachdem die Mannschaft nach dem Abstieg 2003 sich nicht wieder hatte für die Serie A qualifizieren können. Einmal, 2006/07, scheiterte Piacenza mit Platz vier nur knapp am Aufstieg, den in dieser Saison Juventus Turin, durch den im Vorjahr aufgedeckten Wettskandal in die Serie B zurückversetzt, die SSC Neapel nach überstandener Insolvenz und der CFC Genua schafften. Ansonsten bewegte sich Piacenza von 2003 bis 2010 im Mittelfeld der Serie B.

### Insolvenz und Absturz in die sechste Liga (2010–2012)
| Saison                                                            | Liga                 | Platz  | Tore  | Punkte |
| ----------------------------------------------------------------- | -------------------- | ------ | ----- | ------ |
| 2010/11                                                           | Serie B (II)         | 19     | 50:63 | 46     |
| 2011/12                                                           | Lega Pro P. D. (III) | * 17 * | 41:49 | 34     |
| Rot unterlegt: Abstieg * Abstufung in die 6. Liga wegen Insolvenz |                      |        |       |        |

In der Spielzeit 2010/11 konnte Piacenza den Klassenerhalt nicht wiederholen. Nach vielen Niederlagen gegen direkte Konkurrenten und zu geringer Punkteausbeute im Saisonendspurt stürzte die Mannschaft von Armando Madonna noch auf den 19. Platz ab, der gleichbedeutend mit der Teilnahme an den Play-outs war. Nach einem 0:0 im Hinspiel und einem 2:2 im Rückspiel gegen die UC AlbinoLeffe stand der Abstieg aus der Serie B in die Lega Pro Prima Divisione fest.
Vor der Spielzeit 2011/12 machte Präsident Fabrizio Garilli öffentlich, dass er den Verein aufgrund der sportlichen und wirtschaftlichen Situation verkaufen will. Im Oktober 2011 fand sich ein Konsortium, das bereit war, den Verein zu übernehmen, womit die Führung Piacenzas durch die Familie Garilli nach über 28 Jahren endete. Die wirtschaftliche Situation besserte sich jedoch nicht, da der Verein durch den Ausfall des Konsortiums an Fabrizio Garilli zurückgegeben wurde. Im März 2012 wurde Piacenza für bankrott erklärt, konnte die Saison allerdings beenden. Sportlich hätte die Mannschaft unter Francesco Monaco den Klassenerhalt geschafft, aufgrund eines Abzugs von neun Punkten wegen der wirtschaftlichen Probleme schloss die Mannschaft aber auf dem 17. Tabellenplatz ab. Erneut folgte die Teilnahme an den Play-outs, in denen die AC Prato jedoch knapp die Oberhand behielt. Piacenza hätte damit in die Lega Pro Seconda Divisione absteigen müssen, im Juni 2012 wurde der Verein allerdings für insolvent erklärt und vom Spielbetrieb der vierten Liga ausgeschlossen. Die Vereinigung „Salva Piace“ erwarb die Marken-, Material- und Sportrechte des Vereins und übertrug sie für vier Jahre dem Verein LibertasSpes, der den Aufstieg in die sechstklassige Eccellenza Emilia-Romagna geschafft hatte. LibertasSpes wurde in Lupa Piacenza umbenannt und damit direkter Nachfolger des Piacenza FC inklusive all seiner Rechte.

### Neuanfang im Amateurfußball (2012–2015)
| Saison                                                         | Liga               | Platz | Tore  | Punkte |
| -------------------------------------------------------------- | ------------------ | ----- | ----- | ------ |
| 2012/13                                                        | Eccell. E.-R. (VI) | 1     | 66:29 | 81     |
| 2013/14                                                        | Serie D (V)        | * 3 * | 59:46 | 57     |
| 2014/15                                                        | Serie D (IV)       | 4     | 60:34 | 72     |
| Grün unterlegt: Aufstieg * Hochstufung aufgrund von Ligareform |                    |       |       |        |

Der Beginn der Spielzeit 2012/13 verlief zunächst holprig. Unter Trainer Carlo Sozzi, der zuvor LibertasSpes in die sechste Liga geführt hatte, schied Piacenza im Amateurpokal aus. Noch vor Ligastart trennte sich der Verein von Sozzi und engagierte William Viali als dessen Nachfolger. Unter Viali stellte sich schnell der Erfolg ein und Piacenza dominierte die Liga, sodass bereits drei Spieltage vor Saisonende die Meisterschaft und der damit verbundene Aufstieg von der Eccellenza Emilia-Romagna in die Serie D feststanden.
Mit Beginn der Spielzeit 2013/14 wurde der Verein in Piacenza Calcio 1919 umbenannt und gleichzeitig von Libertas Spes abgekoppelt, der sich daraufhin im niedrigeren Amateurbereich neugründete. Trotz eines respektablen Saisonstarts wurde Viali nach neun Spieltagen freigestellt und durch Roberto Venturato ersetzt. Nachdem die Ergebnisse sich unter dem neuen Trainer sogar verschlechtert hatten, reagierte der Verein Anfang Januar und ersetzte Venturato durch seinen Vorgänger Viali. Dieser führte die Mannschaft zum Saisonende noch auf Platz drei und damit in die Play-offs. Dort unterlag Piacenza jedoch Seregno Calcio, weshalb die Zusammenarbeit mit Viali beendet wurde. Aufgrund der Zusammenlegung der Lega Pro Prima Divisione und der Lega Pro Seconda Divisione zur Lega Pro wurde die Serie D wieder viertklassig, womit Piacenza als eine der besseren Mannschaften von der fünften in die vierte Liga hochgestuft wurde.
Neuer Trainer zur Spielzeit 2014/15 wurde Francesco Monaco, der Piacenza bereits in der Spielzeit 2011/12 betreut hatte. Unter Monaco spielte die Mannschaft zwar in der Spitzengruppe der Liga, verlor jedoch den Anschluss an den ersten Platz, den einzigen sicheren Aufstiegsrang. Monaco wurde deshalb nach Ende der Hinrunde freigestellt und durch Luciano De Paolo ersetzt. Unter De Paolo erreichte Piacenza noch den vierten Platz, scheiterte aber in den Play-offs an der AC Delta Porto Tolle Rovigo. Auch De Paolo verblieb nach erfolglosen Play-offs nicht im Amt.

### Rückkehr in den Profifußball (seit 2015)
| Saison | Liga           | Platz    | Tore  | Punkte |
| --- | -------------- | -------- | ----- | ------ |
| 2015/16 | Serie D (IV)   | 01       | 85:27 | 96     |
| 2016/17 | Lega Pro (III) | 06       | 56:41 | 61     |
| 2017/18 | Serie C (III)  | 08       | 43:41 | 50     |
| 2018/19 | Serie C (III)  | 02       | 56:33 | 74     |
| * 2019/20 * | Serie C (III)  | **0 7 ** | 32:24 | 41     |
| 2020/21 | Serie C (III)  | 12       | 47:48 | 49     |
| 2021/22 | Serie C (III)  | 09       | 44:46 | 50     |
| 2022/23 | Serie C (III)  | 20       | 42:59 | 38     |
| 2023/24 | Serie D (IV)   | 02       | 69:35 | 74     |
| 2024/25 | Serie D (IV)   | 08       | 38:40 | 42     |
| Grün unterlegt: Aufstieg • Rot unterlegt: Abstieg * Abbruch der Spielzeit wegen der COVID-19-Pandemie ** Ermittlung des Tabellenplatzes nach Punktequotienten |                |          |       |        |

Zur Spielzeit 2015/16 verpflichtete Piacenza Arnaldo Franzini als neuen Trainer. Franzini hatte 2013/14 den Stadtrivalen AS Pro Piacenza 1919 von der Serie D in die neue Lega Pro geführt und 2014/15 den Klassenerhalt geschafft. Unter Franzini spielte die Mannschaft offensiveren Fußball und dominierte die Liga die komplette Saison über. Bereits sieben Spieltage vor Schluss sicherte sich Piacenza die Meisterschaft vor dem einzigen Verfolger Calcio Lecco. Damit verbunden war der Aufstieg von der Serie D in die Lega Pro und somit die Rückkehr in den Profifußball. Am letzten Spieltag stellte die Mannschaft mit 30 Siegen sowie 96 Punkten zudem neue Rekordwerte in der Serie D auf.
Vor bzw. während der Spielzeit 2016/17 verpflichtete Piacenza die ehemaligen italienischen Nationalspieler Ivan Pelizzoli sowie Andrea Dossena und holte mit Matteo Abbate einen ehemaligen langjährigen Spieler zurück. Alle drei verließen den Verein allerdings wieder zum Saisonende. An diesem stand letztlich der sechste Tabellenplatz, nachdem der Saisonstart durchwachsen verlaufen war, sich die Mannschaft aber im Verlauf steigerte. In den dadurch erreichten Play-offs scheiterte Piacenza an Parma Calcio und verblieb in der dritten Liga, die ab Sommer 2017 wieder Serie C hieß.
Durch den sechsten Rang der Vorsaison qualifizierte sich Piacenza erstmals seit sechs Jahren wieder für die Coppa Italia, deren frühe Runden bereits vor Saisonbeginn stattfinden. In der Pokalsaison 2017/18 schlug Piacenza in der 2. Runde auswärts den Zweitligisten Novara Calcio und scheiterte in der 3. Runde beim Erstligisten FC Crotone. Die Spielzeit 2017/18 begann mit zwei Niederlagen, aber die Mannschaft stabilisierte sich schnell und setzte sich im Tabellenmittelfeld fest. Dank eines starken Saisonendspurts erreichte Piacenza noch den achten Platz und qualifizierte sich erneut für die Coppa Italia sowie die Play-offs. In diesen behauptete sich die SS Sambenedettese jedoch knapp.
In der Pokalsaison 2018/19 unterlag Piacenza bereits in der 1. Runde der SS Monopoli 1966 im Elfmeterschießen. Die Spielzeit 2018/19 startete Piacenza erfolgreich und konnte sich von Beginn an in der Spitzengruppe festsetzen. Durchwachsene Leistungen zu Jahresbeginn und die Niederlage gegen den Konkurrenten Virtus Entella Ende Februar ließen die Hoffnungen auf den Aufstieg in die Serie B schwinden. Piacenza konnte jedoch acht der nächsten neun Spiele gewinnen und eroberte so einen Spieltag vor Saisonende die Tabellenspitze. Diese ging nach der Niederlage gegen Robur Siena aber wieder an Virtus Entella verloren. Im Play-off-Halbfinale konnte Imolese Calcio 1919 geschlagen werden, im Finale unterlag Piacenza allerdings Trapani Calcio und verblieb in der Serie C.
In der 1. Runde der Pokalsaison 2020/21 siegte Piacenza im Elfmeterschießen gegen die AS Viterbese Castrense, unterlag in der 2. Runde jedoch Trapani Calcio mit 1:3. Während der Spielzeit 2019/20 konnte Piacenza nicht an die Leistungen der Vorsaison anknüpfen und befand sich durchgehend im oberen Mittelfeld. Aufgrund der COVID-19-Pandemie wurde die Spielzeit nach dem 27. Spieltag abgebrochen, wobei einige Mannschaften jedoch erst 26 Partien absolviert hatten. Die Abschlusstabelle, die anhand einer Punktequotienten-Rechnung ermittelt wurde, listete Piacenza auf dem siebten Platz. Auf die Teilnahme an den Play-offs, zu der Piacenza berechtigt gewesen wäre, wurde jedoch verzichtet. Nach der Spielzeit trennten sich die Wege von Piacenza und Trainer Arnaldo Franzini.
Neuer Trainer zur Spielzeit 2020/21 wurde Vincenzo Manzo, der mit einem beinahe komplett neuen Kader in die Saison starten musste. In der 1. Runde der Pokalsaison 2020/21 unterlag die Mannschaft Teramo Calcio mit 1:2. Nach einer enttäuschenden Hinrunde (nur drei Siege aus 19 Spielen) trennte sich Piacenza nach einer Niederlage zum Rückrundenauftakt von Manzo. Die im Abstiegskampf befindliche Mannschaft wurde von Cristiano Scazzola übernommen. Unter ihm stabilisierte sich die Mannschaft und schaffte den Klassenerhalt. In der Spielzeit 2021/22 hingegen befand sich Piacenza überwiegend im gesicherten Tabellenmittelfeld und erreichte den neunten Tabellenplatz. Damit folgte zwar die Teilnahme an den Play-offs, dort scheiterte die Mannschaft jedoch an der Reserve von Juventus Turin.
Zur Spielzeit 2022/23 übernahm Manuel Scalise das Traineramt, wurde davon jedoch bereits nach sechs Partien ohne Sieg wieder von seinen Aufgaben entbunden. Mit Cristiano Scazzola wurde Scalises Vorgänger wieder als Cheftrainer installiert. Nachdem sich auch unter Scazzola kein nachhaltiger Erfolg eingestellt hatte, wurde Jugendtrainer Matteo Abbate, langjähriger Spieler Piacenzas, als dessen Nachfolger installiert. Unter Abbate konnte sich die Mannschaft stabilisieren, schloss die Spielzeit aber dennoch als Tabellenletzter und somit Absteiger ab.
Im November 2024 machte der Club international Schlagzeilen, weil er an nur einem Tag drei unterschiedliche Trainer hatte: Am 19. November entließ die Vereinsführung Coach Carmine Parlato und stellte Simone Bentivoglio als Nachfolger ein. Der 39-Jährige konnte sich aber nur wenige Stunden auf dem Trainer-Posten halten, nach dem ersten Training wurde er entlassen. Fans hatten während Bentivoglios erster Trainingseinheit heftig protestiert, weil Bentivoglio 2011 in einen großen Wettskandal verwickelt gewesen war. Nach den zwei Freistellungen am Morgen und Nachmittag berief der Verein noch am selben Abend Stefano Rossini als Nachfolger von Bentivoglio.

### Vereinsnamenhistorie
| Namenshistorie | Namenshistorie       |
| Zeitraum       | Vereinsname          |
| -------------- | -------------------- |
| 1919–2012      | Piacenza FC          |
| 2012–2013      | Lupa Piacenza        |
| 2013–          | Piacenza Calcio 1919 |

## Erfolge und Auszeichnungen

### Nationale Erfolge
- Serie B
  - Meisterschaften: 1994/95
  - Aufstiege in die Serie A: 1992/93, 2000/01

- Seconda Divisione
  - Meisterschaften: 1927/28*

- Serie C
  - Meisterschaften: 1951/52**, 1968/69, 1974/75

- Serie C1
  - Meisterschaften: 1986/87, 1990/91

- Serie C2
  - Aufstiege in die Serie C1: 1983/84

- Serie D
  - Meisterschaften: 1963/64, 2015/16

- Eccellenza Emilia-Romagna
  - Meisterschaften: 2012/13

- Promozione Emiliana
  - Meisterschaften: 1919/20

* In der Aufstiegsrunde belegte Piacenza den zweiten Platz und trat damit 1928/29 in der Prima Divisione Nord an.
** Aufgrund einer Ligareform stieg aus den vier Gruppen der Spielzeit 1951/52 nur einer der Meister auf. Piacenza belegte in der Aufstiegsrunde den zweiten Platz und verblieb damit in der Serie C.

### Internationale Erfolge
- Englisch-italienischer Pokal: 1986

### Auszeichnungen

Stella d’oro al merito sportivo

Im Jahr 1975 erhielt der Verein vom Nationalen Olympischen Komitee Italiens (CONI) den Stella d’oro al merito sportivo (deutsch: Goldener Stern für sportliche Verdienste) für sein Engagement und seine Leistungen im sportlichen Bereich.

## Statistiken

### Ligazugehörigkeit
| Liganiveau | Liganame                                    | Teilnahmen je Liga | Erste Saison | Letzte Saison | Teilnahmen Liganiveau |
| ---------- | ------------------------------------------- | ------------------ | ------------ | ------------- | --------------------- |
| 1. Liga    | Prima Categoria                             | 02                 | 1920/21      | 1921/22       | 010                   |
| 1. Liga    | Serie A                                     | 08                 | 1993/94      | 2002/03       | 010                   |
| 2. Liga    | Seconda Divisione                           | 04                 | 1922/23      | 1925/26       | 024                   |
| 2. Liga    | Prima Divisione Nord                        | 01                 | 1928/29      | 1928/29       | 024                   |
| 2. Liga    | Serie B-C                                   | 01                 | 1945/46      | 1945/46       | 024                   |
| 2. Liga    | Serie B                                     | 18                 | 1946/47      | 2010/11       | 024                   |
| 3. Liga    | Seconda Divisione                           | 02                 | 1926/27      | 1927/28       | 057                   |
| 3. Liga    | Prima Divisione                             | 06                 | 1929/30      | 1934/35       | 057                   |
| 3. Liga    | Serie C                                     | 37                 | 1935/36      | 2022/23       | 057                   |
| 3. Liga    | Serie C1                                    | 10                 | 1978/79      | 1990/91       | 057                   |
| 3. Liga    | Lega Pro Prima Divisione                    | 01                 | 2011/12      | 2011/12       | 057                   |
| 3. Liga    | Lega Pro                                    | 01                 | 2015/16      | 2015/16       | 057                   |
| 4. Liga    | IV Serie                                    | 01                 | 1956/57      | 1956/57       | 010                   |
| 4. Liga    | Campionato Interregionale – Prima Categoria | 01                 | 1957/58      | 1957/58       | 010                   |
| 4. Liga    | Serie D                                     | 07                 | 1961/62      | 2024/25       | 010                   |
| 4. Liga    | Serie C2                                    | 01                 | 1983/84      | 1983/84       | 010                   |
| 5. Liga    | Serie D                                     | 01                 | 2013/14      | 2013/14       | 001                   |
| 6. Liga    | Eccellenza Emilia-Romagna                   | 01                 | 2012/13      | 2012/13       | 001                   |
| Gesamt     | Gesamt                                      | Gesamt             | Gesamt       | Gesamt        | 103                   |

In der Spielzeit 1919/20 nahm Piacenza an der Promozione Emilia teil, die eine Qualifikation für die Ligaeinstufung der Spielzeit 1920/21 darstellte und daher nicht als Spielzeit im eigentlichen Sinne anzusehen ist. Zudem wurden die Spielzeiten 1943/44 und 1944/45 aufgrund des Zweiten Weltkrieges nicht ausgetragen.

### Nationale Pokalergebnisse
Die Tabelle stellt das Abschneiden Piacenzas in der Coppa Italia dar, sofern der Wettbewerb stattfand und Piacenza sich für die jeweilige Saison qualifizierte. Die Ergebnisse sind aus Sicht Piacenzas dargestellt, in Klammern steht das jeweilige Liganiveau der Gegner.
| Saison  | Erreichte Runde          | Letzte(r) Gegner                                                                            | Ergebnis(se)        |
| ------- | ------------------------ | ------------------------------------------------------------------------------------------- | ------------------- |
| 1926/27 | 2. Runde                 | FC Turin (I)                                                                                | 0:9                 |
| 1935/36 | 1. Runde                 | AC Reggiana (III)                                                                           | 1:4                 |
| 1936/37 | 4. Runde                 | AS Livorno (II)                                                                             | 2:6                 |
| 1937/38 | 2. Runde                 | SIAI Marchetti (III)                                                                        | 0:1                 |
| 1938/39 | 1. Runde                 | Mantova Sportiva (III)                                                                      | 1:2                 |
| 1939/40 | Qualifikation            | US Cremonese (III)                                                                          | * 0:2 *             |
| 1940/41 | Qualifikation            | AC Crema (III)                                                                              | 0:1                 |
| 1958/59 | 1. Runde                 | Pro Patria Calcio (III)                                                                     | 0:2                 |
| 1969/70 | Gruppenphase Gruppe 6    | AC Turin (I) SS Lanerossi Vicenza (I) AC Monza (II)                                         | 1:1 1:0 0:0         |
| 1975/76 | 1. Gruppenphase Gruppe 6 | Sampdoria Genua (I) SS Lanerossi Vicenza (II) AS Rom (I) Pescara Calcio (II)                | 0:2 3:2 1:2 2:1     |
| 1985/86 | Gruppenphase Gruppe 5    | AC Parma (III) SC Pisa (I) US Cremonese (II) Hellas Verona (I) FC Bologna (II)              | 1:2 3:4 1:1 1:2     |
| 1986/87 | Gruppenphase Gruppe 8    | AS Bari (I) AS Rom (I) SS Campobasso (II) Hellas Verona (I) AC Perugia (II)                 | 1:0 2:4 0:0 1:1 2:2 |
| 1987/88 | Gruppenphase Gruppe 4    | FC Empoli (I) US Avellino (I) Sambenedettese Calcio (II) AC Centese (III) US Cremonese (II) | 2:3 0:1 2:1 2:2     |
| 1988/89 | 1. Gruppenphase Gruppe 5 | FC Empoli (II) Monza Calcio (II) Como Calcio (I) AC Prato (III) AS Rom (I)                  | 1:0 1:1 0:0 2:1 2:5 |

| Saison  | Erreichte Runde       | Letzte(r) Gegner                                                   | Ergebnis(se)            |
| ------- | --------------------- | ------------------------------------------------------------------ | ----------------------- |
| 1989/90 | 1. Runde              | AS Bari (I)                                                        | 1:3                     |
| 1991/92 | 1. Runde              | FC Modena (II)                                                     | 0:1 • 1:1               |
| 1992/93 | 1. Runde              | Ternana Calcio (II)                                                | 1:1 n. V., 3:5 i. E.    |
| 1993/94 | Viertelfinale         | AC Turin (I)                                                       | 2:2 • 1:2               |
| 1994/95 | Achtelfinale          | Lazio Rom (I)                                                      | 2:3 • 2:3               |
| 1995/96 | 2. Runde              | Calcio Forlì (IV)                                                  | 1:1 n. V., 3:4 i. E.    |
| 1996/97 | 1. Runde              | US Nocerina (III)                                                  | 0:0 n. V., 3:4 i. E.    |
| 1997/98 | Achtelfinale          | Inter Mailand (I)                                                  | 0:3 • 1:0               |
| 1998/99 | 2. Runde              | US Lecce (II)                                                      | 2:1 • 2:3 n. V.         |
| 1999/00 | Achtelfinale          | AS Rom (I)                                                         | 1:0 • 0:3 n. V.         |
| 2000/01 | Achtelfinale          | Udinese Calcio (I)                                                 | 1:1 • 1:2               |
| 2001/02 | Achtelfinale          | AS Rom (I)                                                         | 2:1 • 0:3               |
| 2002/03 | Achtelfinale          | Chievo Verona (I)                                                  | 1:1 • 0:0               |
| 2003/04 | Gruppenphase Gruppe A | Como Calcio (II) Cagliari Calcio (II) Pro Patria Gallaratese (III) | 2:0 ** 0:3 ** ** 0:3 ** |
| 2004/05 | Gruppenphase Gruppe E | AC Florenz (I) Hellas Verona (II) Como Calcio (III)                | 0:0 2:0 3:0             |
| 2005/06 | 3. Runde              | Napoli Soccer (III)                                                | 0:1                     |
| 2006/07 | 2. Runde              | FC Messina (I)                                                     | 0:2                     |
| 2007/08 | 3. Runde              | Reggina Calcio (I)                                                 | 2:3                     |
| 2008/09 | 2. Runde              | Calcio Padova (III)                                                | 0:1                     |
| 2009/10 | 2. Runde              | Hellas Verona (III)                                                | 1:3                     |
| 2010/11 | 3. Runde              | Cagliari Calcio (I)                                                | 0:3                     |
| 2011/12 | 2. Runde              | FC Empoli (II)                                                     | 1:4                     |
| 2017/18 | 3. Runde              | FC Crotone (I)                                                     | 1:2                     |
| 2018/19 | 1. Runde              | SS Monopoli 1966 (III)                                             | 1:1 n. V., 3:5 i. E.    |
| 2019/20 | 2. Runde              | Trapani Calcio (II)                                                | 1:3                     |
| 2020/21 | 1. Runde              | Teramo Calcio (III)                                                | 1:2                     |

* Die Partie wurde mit 0:2 gewertet, da Piacenza einen nicht spielberechtigten Spieler eingesetzt hatte. Ursprüngliche endete die Partie 1:2 n. V.
** Die Partien wurden mit 0:3 gewertet, da Piacenza den Wettbewerb boykottierte und sich weigerte anzutreten.

### Internationale Pokalergebnisse
Die Tabelle stellt das Abschneiden Piacenzas im Englisch-italienischen Pokal dar, sofern der Wettbewerb stattfand und Piacenza sich für die jeweilige Saison qualifizierte. Die Ergebnisse sind aus Sicht Piacenzas dargestellt, in Klammern steht das jeweilige Liganiveau der Gegner.
| Saison  | Erreichte Runde       | Letzte(r) Gegner                                                              | Ergebnis(se)    |
| ------- | --------------------- | ----------------------------------------------------------------------------- | --------------- |
| 1986    | Finale                | US Pontedera (IV)                                                             | 5:1             |
| 1994/95 | Gruppenphase Gruppe B | FC Middlesbrough (II) Sheffield United (II) Derby County (II) Stoke City (II) | 0:0 2:2 1:1 0:4 |

### Torschützenkönige

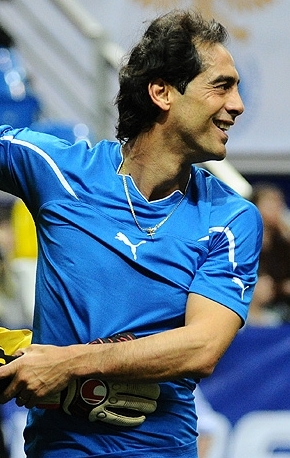
Nicola Caccia (2011)

Die Tabelle stellt alle Spieler Piacenzas dar, die in einem Wettbewerb Torschützenkönig wurden.
| Nat.    | Spieler          | Wettbewerb | Spielzeit | Tore   |
| ------- | ---------------- | ---------- | --------- | ------ |
| Italien | Silvano Mari     | Serie C    | 1953/54   | 22     |
| Italien | Gastone Bean     | Serie C    | 1955/56   | 23     |
| Italien | Bruno Zanolla    | Serie C    | 1974/75   | 23     |
| Italien | Sante Crepaldi   | Serie C1   | 1978/79   | 17     |
| Italien | Giuliano Fiorini | Serie C1   | 1979/80   | 21     |
| Italien | Nicola Caccia    | Serie B    | 2000/01   | 23     |
| Italien | Dario Hübner     | Serie A    | 2001/02   | * 24 * |

* zusammen mit David Trezeguet (Juventus Turin)

### Rekordspieler
Die Ranglisten zeigen die Spieler mit den meisten Einsätzen bzw. den meisten Toren in Pflichtspielen Piacenzas. Bei gleicher Anzahl an Spielen bzw. Toren sind die Spieler nach Nachnamen sortiert. Fett markierte Spieler sind aktuell bei Piacenza aktiv. (Stand: 17. September 2022)
| Meiste Pflichtspieleinsätze | Meiste Pflichtspieleinsätze | Meiste Pflichtspieleinsätze | Meiste Pflichtspieleinsätze |
| Platz                       | Nat.                        | Spieler                     | Einsätze                    |
| --------------------------- | --------------------------- | --------------------------- | --------------------------- |
| 01.                         | Italien                     | Gianpiero Piovani           | 385                         |
| 02.                         | Italien                     | Giuseppe Cella              | 293                         |
| 03.                         | Italien                     | Ottavio Favari              | 276                         |
| 04.                         | Italien                     | Luigi Riccio                | 264                         |
| 05.                         | Italien                     | Daniele Moretti             | 246                         |
| 06.                         | Italien                     | Armando Madonna             | 235                         |
| 07.                         | Italien                     | Francesco Fiorani           | 231                         |
| 08.                         | Italien                     | Dante Ravani                | 229                         |
| 09.                         | Italien                     | Ernesto Cesena              | 223                         |
| 10.                         | Italien                     | Alberto Galandini           | 220                         |

| Meiste Pflichtspieltore | Meiste Pflichtspieltore | Meiste Pflichtspieltore | Meiste Pflichtspieltore |
| Platz                   | Nat.                    | Spieler                 | Tore                    |
| ----------------------- | ----------------------- | ----------------------- | ----------------------- |
| 01.                     | Italien                 | Giuseppe Cella          | 105                     |
| 02.                     | Italien                 | Antonio Rossetti        | 072                     |
| 03.                     | Italien                 | Gianpiero Piovani       | 069                     |
| 04.                     | Italien                 | Daniele Cacia           | 063                     |
| 05.                     | Italien                 | Giovanni Gaddoni        | 059                     |
| 05.                     | Italien                 | Armando Madonna         | 059                     |
| 07.                     | Italien                 | Mario Bernetti          | 053                     |
| 08.                     | Italien                 | Angiolo Bonistalli      | 052                     |
| 08.                     | Italien                 | Antonio De Vitis        | 052                     |
| 08.                     | Italien                 | Alberto Galandini       | 052                     |

## Vereinssymbolik

### Farben
Die offiziellen Vereinsfarben Rot und Weiß sind dem Stadtwappen entnommen und werden seit der Gründung 1919 verwendet. Die Heimtrikots sind traditionell in rot gehalten und weiß akzentuiert, die Auswärtstrikots sind in weiß gehalten und rot akzentuiert. Seit den 1990er Jahren hatte sich Blau als weitere Farbe etabliert, unter anderem für die dritten bzw. Ausweichtrikots. Das Blau wurde mit den Jahren jedoch immer dunkler, sodass sich seit Mitte der 2000er Jahre Schwarz als alternative Farbe etabliert hat.

### Wappen
Als erstes Vereinswappen diente eine ovale Form mit Inhalten des Stadtwappens (weißer Würfel auf rotem Grund sowie Vierung) und dem Text „Piacenza F.B.C.“. In den 1970er Jahren wurde ein Wappen in Form eines rot-weiß-karierten Balls mit einem darin befindlichen „P“ eingeführt. In den 1980er Jahren folgte dann das aktuelle Vereinswappen in rot-weiß mit dem Schriftzug „Piacenza Calcio“ sowie der kapitolinischen Wölfin, die sich ebenfalls im Stadtwappen befindet.

### Hymne
Seit der Neugründung im Jahr 2012 wird die im piacentinischen Dialekt komponierte Hymne „T’al digh in piasintëin“ (italienisch: Te lo dico in piacentino) als offizielles Vereinslied genutzt. Sie wurde 1942 von Gianni Levoni interpretiert und diente damals vermutlich der Stadt und der Provinz Piacenza als Hymne. Für den Verein wurde sie von der Dialekt-Sängerin Gianna Casella neu interpretiert, die kurze Zeit später verstarb.

## Personen

### Aktueller Kader
Stand: 3. November 2024
| Nr.        | Nat.      | Name                  | Geburtsdatum (Alter) | Im Team seit |
| Torhüter   | Torhüter  | Torhüter              | Torhüter             | Torhüter     |
| ---------- | --------- | --------------------- | -------------------- | ------------ |
| 01         | Italien   | Davide Franzini       | 8. Feb. 2005 (20)    | 2024         |
| 12         | Schweiz   | Attilio Morosoli      | 24. Dez. 2004 (20)   | 2024         |
| 22         | Italien   | Daniele Di Giorgio    | 28. Jan. 2005 (20)   | 2024         |
| Abwehr     |           |                       |                      |              |
| 03         | Italien   | Matthias Solerio      | 1. Nov. 1992 (32)    | 2024         |
| 04         | Italien   | Riccardo Del Dotto    | 11. Juni 2002 (23)   | 2023         |
| 16         | Italien   | Michele Somma         | 16. März 1995 (30)   | 2023         |
| 17         | Rumänien  | Gabriele Argint       | 10. März 2006 (19)   | 2024         |
| 24         | Italien   | Simone Iob            | 24. Juli 2004 (20)   | 2023         |
| 28         | Italien   | Jacopo Silva          | 20. Aug. 1991 (33)   | 2023         |
| 33         | Italien   | Mirko Delmiglio       | 2. Juli 2007 (18)    | 2024         |
| 38         | Italien   | Antonio Napoletano    | 11. Aug. 2006 (18)   | 2023         |
| 40         | Italien   | Samuele Locino        | 10. Dez. 2007 (17)   | 2024         |
| 71         | Italien   | Pasquale Giraldo Ruiz | 9. Juni 2004 (21)    | 2024         |
| Mittelfeld |           |                       |                      |              |
| 05         | Italien   | Roberto Grieco        | 11. Mai 1997 (28)    | 2024         |
| 08         | Italien   | Nicola Andreoli       | 17. Dez. 1999 (25)   | 2023         |
| 10         | Italien   | Mattia Corradi        | 16. Jan. 1990 (35)   | 2023         |
| 21         | Italien   | Giorgio Bachini       | 15. Aug. 2002 (22)   | 2023         |
| 36         | Italien   | Nicolò Mantegazza     | 22. Nov. 2006 (18)   | 2024         |
| 64         | Italien   | Pietro Santarpia      | 27. Apr. 2002 (23)   | 2024         |
| Angriff    |           |                       |                      |              |
| 07         | Italien   | Billy Ofori Bitihene  | 2. Nov. 1997 (27)    | 2024         |
| 09         | Italien   | Giorgio Recino        | 22. Nov. 1986 (38)   | 2023         |
| 11         | Italien   | Matteo Russo          | 12. Mai 2004 (21)    | 2023         |
| 19         | Italien   | Carlo Manicone        | 26. Jan. 1998 (27)   | 2024         |
| 20         | Italien   | Mattia Mauri          | 14. Dez. 1992 (32)   | 2024         |
| 23         | Brasilien | Francisco Sartore     | 6. Juli 1995 (30)    | 2024         |
| 70         | Italien   | Alessandro Doria      | 18. Juli 1997 (27)   | 2024         |
| 80         | Italien   | Simone Iocolano       | 17. Okt. 1989 (35)   | 2024         |

### Trainerstab und Medizinisches Personal
Stand: 27. Juni 2025
| Nat.                   | Name                  | Funktion                      |
| Trainerstab            | Trainerstab           | Trainerstab                   |
| ---------------------- | --------------------- | ----------------------------- |
| Italien                | Arnaldo Franzini      | Cheftrainer                   |
| Italien                | Andrea Lussardi       | Co-Trainer                    |
| Italien                | Jonathan Zappieri     | Torwarttrainer                |
| Italien                | Filippo Porcari       | Techniktrainer & Spielanalyst |
| Italien                | Pablo Lischetti       | Athletiktrainer               |
| Italien                | Giovanni Olivo        | Rehabilitationstrainer        |
| Organisation           |                       |                               |
| Italien                | Renato Grella         | Teammanager                   |
| Italien                | Alessandro Brizzolesi | Begleitender Direktor         |
| Medizinisches Personal |                       |                               |
| Italien                | Carlo Segalini        | Medizinischer Direktor        |
| Italien                | Francesco Curatolo    | Ernährungsberater             |
| Italien                | Davide Garilli        | Physiotherapeut               |
| Italien                | Roberto Labò          | Osteopath                     |

### Auswahl ehemaliger Spieler
- Ignazio Abate
- Matteo Abbate
- Amauri
- Gabriele Ambrosetti
- Nicolás Amodio
- Michele Anaclerio
- Jonathan Aspas
- Stefano Avogadri
- Davide Baiocco
- Andrea Barzagli
- Gastone Bean
- Luigi Beghetto
- Antonio Benassi
- Davide Bertoncini
- Tommaso Bianchi
- Raffaele Bianco
- Yusupha Bobb
- Antonio Bocchetti
- Massimo Brioschi
- Renato Buso
- Nicola Caccia
- Daniele Cacia
- Hugo Campagnaro
- Edgar Çani
- Marco Capparella
- Antonio Carannante
- Giuseppe Cardone
- Mario Cassano
- Luca Castiglia
- Giuseppe Cella
- Isaac Cofie
- Sandro Cois
- Corrado Colombo
- Kewullay Conteh
- Ferdinando Coppola
- Eugenio Corini
- Francesco Cosenza
- Sante Crepaldi
- Filippo Cristante
- Emanuele D’Anna
- Lorenzo D’Anna
- Zlatko Dedič
- Daniele Degano
- Daniele Delli Carri
- Antonio De Vitis
- Eusebio Di Francesco
- Arturo Di Napoli
- Davide Dionigi
- Antonio Donnarumma
- Andrea Dossena
- Edgaras Dubickas
- Mark Edusei
- Mirko Eramo
- Francesco Fedato
- Marco Ferrante
- Emanuele Ferraro
- Valerio Fiori
- Giuliano Fiorini
- Claudio Foscarini
- Salvatore Foti
- Massimo Ganci
- Carmine Gautieri
- Manuel Gavilán
- Giuseppe Gemiti
- Claudio Gentile
- Manuel Giandonato
- Alberto Gilardino
- Kevin Gissi
- Leandro Greco
- Simone Grippo
- Matteo Guardalben
- Tomás Guzmán
- Dario Hübner
- Sjarhej Hurenka
- Filippo Inzaghi
- Simone Inzaghi
- Jeda
- Houssine Kharja
- Gianluca Lamacchi
- Andrea Lazzari
- Alessandro Lucarelli
- Settimio Lucci
- Giorgio Lucenti
- Pasquale Luiso
- Andrea Maccoppi
- Stefano Maccoppi
- Armando Madonna
- Roberto Maltagliati
- Gian Paolo Manighetti
- Amedeo Mangone
- Marco Marchionni
- Dario Marcolin
- Enzo Maresca
- Massimo Margiotta
- Silvano Mari
- Edoardo Masciangelo
- Salvatore Masiello
- Alfredo Massari
- Luca Matteassi
- Matuzalém
- Leonardo Migliónico
- Johnnier Montaño
- Christian Mora
- Daniele Moretti
- Claudio Morra
- Stefano Morrone
- Davide Moscardelli
- Radja Nainggolan
- Alain Nef
- Antonio Nocerino
- Mauro Iván Óbolo
- Samuele Olivi
- Paolo Orlandoni
- Marco Padalino
- Giorgio Papais
- Daniele Paponi
- Fausto Pari
- Matteo Paro
- Dario Passoni
- Bogdan Pătrașcu
- Ivan Pelizzoli
- Alessandro Pellicori
- Simone Pepe
- Antonio Pergreffi
- Antonio Piccolo
- Gabriele Pin
- Gianpiero Piovani
- Cleto Polonia
- Filippo Porcari
- Christian Puggioni
- Sandro Puppo
- Filip Raičević
- Julien Rantier
- Massimo Rastelli
- Luigi Riccio
- Luca Rigoni
- Alessandro Rinaldi
- Rincón
- Ruggiero Rizzitelli
- Federico Rodríguez
- Flavio Roma
- Antonio Rossetti
- Marco Rossi
- Stefano Rossini
- Stefano Sacchetti
- Gennaro Sardo
- Matteo Serafini
- Matteo Sereni
- Alessio Sestu
- Giuseppe Signori
- Luca Siligardi
- Jacopo Silva
- Michail Siwakou
- Francesco Statuto
- Giovanni Stroppa
- Ćazim Suljić
- Pasquale Suppa
- Massimo Taibi
- Christian Tiboni
- Vittorio Tosto
- Paolo Tramezzani
- Michele Troiani
- Francesco Turrini
- Pietro Vierchowod
- Rey Volpato
- Francesco Volpe
- Sergio Volpi
- Daniel Wolf
- Guglielmo Zanasi
- Bruno Zanolla
- Damiano Zenoni

### Trainerhistorie
Die Tabelle listet alle Cheftrainer in der Historie Piacenzas. Bei Trainern mit mehr als einer Amtszeit sind diese in Klammern angegeben.
| Cheftrainer                           | Cheftrainer           | Cheftrainer |
| Nat.                                  | Name                  | Amtszeit    |
| ------------------------------------- | --------------------- | ----------- |
| Italien 1861                          | Technische Kommission | 1919–1922   |
| Ungarn                                | Istvàn Hinko          | 1922–1923   |
| Italien 1861                          | Technische Kommission | 1923–1927   |
| Italien 1861                          | Francesco Mattuteia   | 1927–1929   |
| Italien 1861                          | Technische Kommission | 1929–1932   |
| Ungarn                                | Armand Halmos         | 1932        |
| Italien 1861                          | Technische Kommission | 1932–1933   |
| Italien 1861                          | Carlo Corna           | 1933–1938   |
| Italien 1861                          | Guglielmo Zanasi      | 1938–1939   |
| Italien 1861                          | Alberto Dotti         | 1939–1940   |
| Italien 1861                          | Technische Kommission | 1940–1941   |
| Italien 1861                          | Angelo Arcari         | 1941–1942   |
| Italien 1861                          | Technische Kommission | 1942–1943   |
| Italien 1861                          | Dante Germagnoli      | 1943–1944   |
| Unterbrechung durch Zweiten Weltkrieg |                       |             |
| Italien 1861                          | Sandro Puppo (1)      | 1945        |
| Italien 1861                          | Renato Bodini         | 1945–1946   |
| Italien                               | Italo Rossi           | 1947–1948   |
| Italien                               | Antonio Benassi       | 1948        |
| Italien                               | Enzo Melandri         | 1948        |
| Italien                               | Giuseppe Marchi       | 1948–1949   |
| Italien                               | Bruno Barbieri        | 1949–1951   |
| Ungarn                                | János Neu             | 1951        |
| Italien                               | Mariano Tansini       | 1951–1953   |
| Italien                               | Guglielmo Trevisan    | 1953        |
| Italien                               | Bruno Arcari (1)      | 1953        |

| Cheftrainer      | Cheftrainer            | Cheftrainer |
| Nat.             | Name                   | Amtszeit    |
| ---------------- | ---------------------- | ----------- |
| Italien          | Attilio Kossovel       | 1953–1955   |
| Italien          | Giuseppe Antonini      | 1955        |
| Italien          | Ercole Bodini          | 1955–1957   |
| Italien          | Oreste Barale          | 1957–1958   |
| Italien          | Sergio Rampini (1)     | 1958–1959   |
| Italien          | Alfredo Notti          | 1959        |
| Italien          | Sergio Rampini (2)     | 1959        |
| Tschechoslowakei | Július Korostelev      | 1959–1961   |
| Italien          | Dario Cozzani          | 1961        |
| Italien          | Sergio Rampini (3)     | 1961        |
| Italien          | Ivano Corghi           | 1961–1963   |
| Italien          | Francesco Meregalli    | 1963–1965   |
| Italien          | Enrico Radio (1)       | 1965–1966   |
| Italien          | Sandro Puppo (2)       | 1966–1967   |
| Italien          | Leo Zavatti            | 1967–1968   |
| Italien          | Alberto Molina (1)     | 1968–1969   |
| Italien          | Enrico Radio (2)       | 1969        |
| Italien          | Bruno Arcari (2)       | 1969–1971   |
| Italien          | Angelo Franzosi        | 1971        |
| Italien          | Alberto Molina (2)     | 1971–1972   |
| Italien          | Giancarlo Cella        | 1972–1974   |
| Italien          | Giovan Battista Fabbri | 1974–1976   |
| Italien          | Giovanni Invernizzi    | 1976        |
| Italien          | Ezio Galbiati          | 1976–1978   |
| Italien          | Sergio Montanari (1)   | 1978        |
| Italien          | Bruno Fornasaro (1)    | 1978–1979   |

| Cheftrainer | Cheftrainer          | Cheftrainer |
| Nat.        | Name                 | Amtszeit    |
| ----------- | -------------------- | ----------- |
| Italien     | Romano Mattè         | 1979–1980   |
| Italien     | Giacomo Losi         | 1980–1981   |
| Italien     | Bruno Fornasaro (2)  | 1981        |
| Italien     | Sergio Montanari (2) | 1981        |
| Italien     | Pier Luigi Meciani   | 1981–1982   |
| Italien     | Stefano Angeleri     | 1982–1983   |
| Italien     | Sergio Montanari (3) | 1983        |
| Italien     | Battista Rota        | 1983–1988   |
| Italien     | Enrico Catuzzi       | 1988        |
| Italien     | Attilio Perotti      | 1988–1989   |
| Italien     | Giorgio Rumignani    | 1989–1990   |
| Italien     | Luigi Cagni (1)      | 1990–1996   |
| Italien     | Bortolo Mutti        | 1996–1997   |
| Italien     | Vincenzo Guerini     | 1997–1998   |
| Italien     | Giuseppe Materazzi   | 1998–1999   |
| Italien     | Luigi Simoni         | 1999–2000   |
| Italien     | Daniele Bernazzani   | 2000        |
| Italien     | Maurizio Braghin     | 2000        |
| Italien     | Walter Novellino     | 2000–2002   |
| Italien     | Andrea Agostinelli   | 2002–2003   |
| Italien     | Luigi Cagni (2)      | 2003–2004   |
| Italien     | Giuseppe Iachini     | 2004–2007   |
| Italien     | Felice Secondini     | 2007        |
| Italien     | Gian Marco Remondina | 2007        |
| Italien     | Mario Somma          | 2007–2008   |
| Italien     | Stefano Pioli        | 2008–2009   |

| Cheftrainer | Cheftrainer            | Cheftrainer |
| Nat.        | Name                   | Amtszeit    |
| ----------- | ---------------------- | ----------- |
| Italien     | Fabrizio Castori       | 2009        |
| Italien     | Massimo Ficcadenti     | 2009–2010   |
| Italien     | Armando Madonna        | 2010–2011   |
| Italien     | Massimo Cerri          | 2011        |
| Italien     | Francesco Monaco (1)   | 2011–2012   |
| Italien     | Carlo Sozzi            | 2012        |
| Italien     | William Viali (1)      | 2012–2013   |
| Italien     | Roberto Venturato      | 2013–2014   |
| Italien     | William Viali (2)      | 2014        |
| Italien     | Francesco Monaco (2)   | 2014–2015   |
| Italien     | Luciano De Paola       | 2015        |
| Italien     | Arnaldo Franzini       | 2015–2020   |
| Italien     | Vincenzo Manzo         | 2020–2021   |
| Italien     | Cristiano Scazzola (1) | 2021–2022   |
| Italien     | Manuel Scalise         | 2022        |
| Italien     | Cristiano Scazzola (2) | 2022–2023   |
| Italien     | Matteo Abbate          | 2023        |
| Italien     | Massimo Maccarone      | 2023        |
| Italien     | Stefano Rossini        | 2023–2024   |
| Italien     | Carmine Parlato        | 2024        |
| Italien     | Simone Bentivoglio     | 2024        |
| Italien     | Stefano Rossini (2)    | 2024–2025   |
| Italien     | Arnaldo Franzini (2)   | 2025–       |

## Spielstätten

### Stadio Comunale di Piacenza
Ein Jahr nach seiner Gründung bezog der Piacenza FC das Stadio Comunale di Piacenza als Heimspielstätte. Das im Volksmund nach dem gleichnamigen Stadtteil genannte Stadio Barriera Genova wurde 1920 nach dem Aufstieg Piacenzas in die Prima Categoria neu errichtet und mit einem Freundschaftsspiel gegen die AC Mailand am 20. September eröffnet. Aufgrund von Baufälligkeit und einem durch versagenden Beton verursachten Unfall, der einen Toten zur Folge hatte, beschloss die Stadt Piacenza den Bau eines neuen Stadions im Stadtteil Galleana. Das letzte Spiel im Stadio Comunale, in dem auch der Lokalrivale AS Pro Piacenza seit 1947 spielte, fand im Juni 1969 statt. Danach wurde das Stadion abgerissen und eine Fläche für Wohnungsneubauten geschaffen.

### Stadio Leonardo Garilli

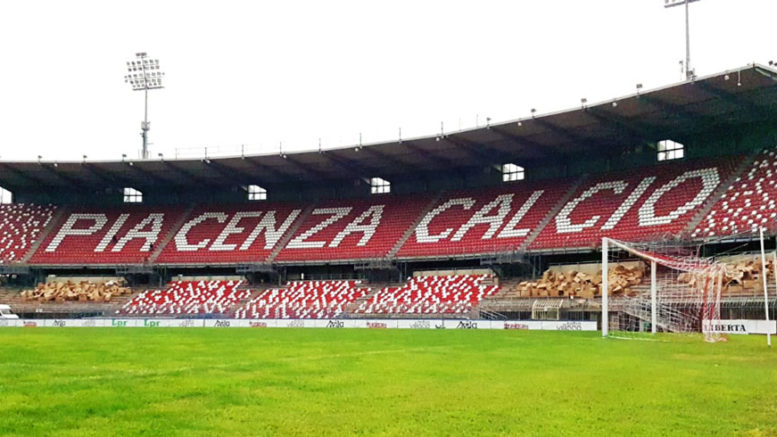
Stadio Leonardo Garilli im Dezember 2019

Seit 1969 trägt Piacenza Calcio 1919 seine Heimspiele im Stadio Leonardo Garilli aus. Die erste Partie fand am 31. August 1969 im Zuge der Pokal-Gruppenphase gegen die AC Turin statt. Feierlich eröffnet wurde die Spielstätte erst drei Wochen später im Ligabetrieb gegen die AC Perugia. Zur Eröffnung trug das im Stadtteil Gallena stehende Stadion den Namen Stadio Galleana. Es wurde 1997 allerdings in Stadio Leaonardo Garilli umbenannt, nachdem der langjährige Präsident Leonardo Garilli kurz zuvor verstorben war. Das Stadion verfügt über ein 105 × 65 Meter großes Spielfeld sowie eine Leichtathletikanlage und bietet aktuell 13.858 Zuschauern Platz. Von 1993, dem Jahr des ersten Aufstiegs in die Serie A, bis 2012 erhöhten zusätzliche Stahlrohrtribünen in der Nord- und Südkurve die Kapazität auf 21.668 Plätze. Im Stadio Leonardo Garilli spielten neben Piacenza Calcio 1919 von 2014 bis 2019 auch die AS Pro Piacenza sowie in der Saison 2023/24 Feralpisalò.